# 藤本了泰
藤本 了泰（ふじもと りょうたい、1892年〈明治25年〉3月4日 - 1945年〈昭和20年〉3月16日）は、日本の仏教学者、教育者、僧侶。大正大学文学部教授、立教大学文学部教授。京都・帰命院住職、東京芝・天徳寺住職。近代的な研究手法により、従来から不明瞭な部分が多かった浄土教の歴史解明に深く貢献した。号は摂蓮社心誉常阿。

## 人物・経歴
1892年（明治25年）3月4日、茨城県猿島郡岩井村（岩井町、岩井市を経て、現在の坂東市)に生まれる。
1907年（明治40年）に得度（出家）し、東京・増上寺において堀尾貫務から宗脈・戒脈を授けられる。
1918年（大正7年）、東京帝国大学文科大史学科国史学専修を卒業したのち、1921年（大正10年）、同大史料編纂所に史料編纂補助嘱託として入り、のちに史料編纂官補となり、1929年（昭和4年）まで勤務した。
1925年（大正14年）に、立教大学文学部に史学科が設置されると、辻善之助（東京帝国大学史料編纂所初代所長、実証的な日本仏教史の確立者）と中村勝麻呂（東京帝国大学史料編纂官）とともに日本史の教授に就任した。
学問研究生活の傍ら、僧職としても活動し、1927年（昭和2年）に京都・帰命院の住職、1928年（昭和3年）に東京芝・天徳寺の住職を歴任する。
1940年（昭和15年）、大正大学文学部教授に就任した。

## 主な著作
- 『浄土宗大年表』1941年